# Marmergrondel

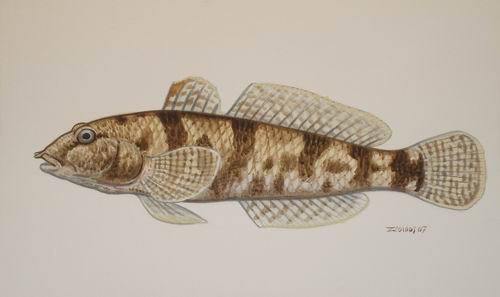
Een tekening van de vis

De marmergrondel (Proterorhinus semilunaris) is een vis die behoort tot het geslacht Proterorhinus uit de familie van grondels Gobiidae. Volgens een publicatie uit 2006 is het een zoetwaterondersoort naast de zoutwaterondersoort Proterorhinus marmoratus. Gezien deze afstamming is het aannemelijk dat er een hoge zouttolerantie bestaat.

## Beschrijving
De kop aan het gedrongen lichaam is iets afgeplat en heeft een kleine mond. De neusopeningen zijn buisvormig, wat kenmerkend is voor de soort. De donkerbruin tot donkergrijs gekleurde vis heeft een marmering van rood-bruine tot geelbruine vlekken. In de paaitijd worden de mannetjes zwart van kleur met een witte tot rode rand aan achterste rug- en staartvin. Aan het begin van de eerste rugvin is dan een geeloranje vlek te zien. De borstvinnen zijn vergroeid tot een zuignap. De voorste rugvin kent zes tot acht harde vinstralen, de achterste telt er veertien tot achttien die zacht zijn en alle van gelijke hoogte. De soort meet na een jaar ca. vijf centimeter, uiteindelijk kan de marmergrondel meer dan tien centimeter groot worden. Hij wordt gemiddeld zo'n twee jaar oud. De marmergrondel kan bij oppervlakkige beschouwing verward worden met de rivierdonderpad.
Bij de voortplanting legt het vrouwtje enkele honderden eieren in een holte met een stevige ondergrond. Het mannetje bewaakt dit nest. In het tweede levensjaar nemen de dieren al deel aan de voortplanting. Veel is hier niet over bekend, wel dat zowel het mannetje als het vrouwtje gebruikmaken van geluiden van een lage frequentie (70–130 Hz).

## Verspreiding
Van deze grondel is sinds 2002 bekend dat hij voorkomt de in de Benelux. De vis, die oorspronkelijk uit het gebied rond de Kaspische en Zwarte Zee komt, werd in 1985 voor het eerst waargenomen in de bovenloop van de Donau. Via het in 1992 verder uitgegraven Main-Donaukanaal is hij in het stroomgebied van de Rijn terechtgekomen. In het Nederlandse natuurgebied Gelderse Poort zijn in 2002 voor het eerst meerdere marmergrondels gevangen. In 2005 werden acht exemplaren gevangen aan het begin van het Valleikanaal in Utrecht. In 2020 is de soort vrij algemeen in grote delen van Nederland.
In België is de soort voor het eerst aangetroffen in 2009, in de Maas in Wallonië. In 2010 werd de vis ook in Vlaanderen aangetroffen, in de Zuid-Willemsvaart.

## Ecologie
De marmergrondel voelt zich van oorsprong thuis in brak en zout water maar heeft geen enkele moeite met een zoetwater leefgebied. Het is een opportunistische soort; zolang er voldoende schuilgelegenheid is zal hij zich weten te handhaven. De dekking behoeft ook geen stenige rivieroever te zijn. Marmergrondels blijken in Nederland vaak aanwezig in de begroeiing langs stilstaande wateren. Onder andere sponzen en lege mosselschelpen kunnen dienen dan als schuilplaats. De vis ligt daar op de loer om prooi te verschalken. Dit kunnen zowel kleine ongewervelden als kleine visjes zijn. Door het ontbreken van een zwemblaas is het geen vlotte zwemmer. Met een zuignap aan de buik kan de vis zich vastmaken aan een stevig oppervlak, ook in snelstromend water.

## Bedreiging
De marmergrondel heeft zich sinds 2002 vanuit de grote rivieren in Nederland en België op veel plaatsen gevestigd. Vanwege zijn grote neiging tot kolonisatie wordt de vis beschouwd als een invasieve nieuwkomer die mogelijk andere bodembewoners zoals het bermpje en de rivierdonderpad kan wegconcurreren. De marmelgrondel behoort niet tot de wettelijk beschermde soorten.

## Naam in andere talen
- Engels: tubenose goby
- Duits: Marmorierte Grundel
- Pools: Babka marmurkowata